# Esqui alpino nos Jogos Olímpicos de Inverno de 2014 - Super-G masculino
O super-G masculino nos Jogos Olímpicos de Inverno de 2014 foi disputado no Centro Alpino Rosa Khutor, na Clareira Vermelha, em Sóchi no dia 16 de fevereiro de 2014.

## Medalhistas
| Ouro   | NOR Kjetil Jansrud            |
| Prata  | USA Andrew Weibrecht          |
| Bronze | CAN Jan Hudec USA Bode Miller |

## Resultados
| Pos.              | Bib | Atleta                             | Tempo   | Diferença |
| ----------------- | --- | ---------------------------------- | ------- | --------- |
| Medalha de ouro   | 21  | NOR Kjetil Jansrud                 | 1:18.14 | —         |
| Medalha de prata  | 29  | USA Andrew Weibrecht               | 1:18.44 | +0.30     |
| Medalha de bronze | 22  | CAN Jan Hudec                      | 1:18.67 | +0.53     |
| Medalha de bronze | 13  | USA Bode Miller                    | 1:18.67 | +0.53     |
| 5                 | 15  | AUT Otmar Striedinger              | 1:18.69 | +0.55     |
| 6                 | 14  | AUT Max Franz                      | 1:18.74 | +0.60     |
| 7                 | 16  | NOR Aksel Lund Svindal             | 1:18.76 | +0.62     |
| 8                 | 8   | ITA Peter Fill                     | 1:18.85 | +0.71     |
| 9                 | 34  | CZE Ondřej Bank                    | 1:19.11 | +0.97     |
| 10                | 6   | CAN Morgan Pridy                   | 1:19.19 | +1.05     |
| 11                | 20  | FRA Adrien Théaux                  | 1:19.35 | +1.21     |
| 12                | 19  | SUI Patrick Küng                   | 1:19.38 | +1.24     |
| 13                | 24  | NOR Aleksander Aamodt Kilde        | 1:19.44 | +1.30     |
| 14                | 9   | USA Ted Ligety                     | 1:19.48 | +1.34     |
| 15                | 2   | FRA Thomas Mermillod Blondin       | 1:19.53 | +1.39     |
| 16                | 27  | ITA Dominik Paris                  | 1:19.70 | +1.56     |
| 17                | 26  | FRA David Poisson                  | 1:19.74 | +1.60     |
| 17                | 11  | ITA Werner Heel                    | 1:19.74 | +1.60     |
| 19                | 5   | FRA Johan Clarey                   | 1:19.75 | +1.61     |
| 19                | 3   | CRO Natko Zrnčić-Dim               | 1:19.75 | +1.61     |
| 21                | 18  | AUT Georg Streitberger             | 1:19.77 | +1.63     |
| 22                | 28  | SUI Carlo Janka                    | 1:20.01 | +1.87     |
| 23                | 25  | USA Travis Ganong                  | 1:20.02 | +1.88     |
| 24                | 30  | CAN Manuel Osborne-Paradis         | 1:20.19 | +2.05     |
| 24                | 1   | CRO Ivica Kostelić                 | 1:20.19 | +2.05     |
| 26                | 33  | RUS Pavel Trikhichev               | 1:20.62 | +2.48     |
| 27                | 7   | SUI Beat Feuz                      | 1:20.65 | +2.51     |
| 28                | 51  | SVK Adam Žampa                     | 1:20.95 | +2.81     |
| 29                | 32  | SLO Klemen Kosi                    | 1:21.27 | +3.13     |
| 30                | 37  | KAZ Dmitriy Koshkin                | 1:21.50 | +3.36     |
| 31                | 49  | RUS Stepan Zuev                    | 1:21.54 | +3.40     |
| 32                | 50  | CHI Henrik von Appen               | 1:21.88 | +3.74     |
| 33                | 40  | CZE Martin Vráblík                 | 1:22.01 | +3.87     |
| 34                | 42  | AND Marc Oliveras                  | 1:22.02 | +3.88     |
| 35                | 35  | MON Olivier Jenot                  | 1:22.20 | +4.06     |
| 36                | 61  | SLO Andreas Žampa                  | 1:22.42 | +4.28     |
| 37                | 52  | BLR Yuri Danilochkin               | 1:22.45 | +4.31     |
| 38                | 39  | POL Maciej Bydliński               | 1:22.51 | +4.37     |
| 39                | 57  | BUL Nikola Chongarov               | 1:22.59 | +4.45     |
| 40                | 44  | KAZ Martin Khuber                  | 1:22.60 | +4.46     |
| 41                | 55  | BUL Georgi Georgiev                | 1:22.72 | +4.58     |
| 42                | 53  | SVK Matej Falat                    | 1:22.81 | +4.67     |
| 43                | 43  | SVK Martin Bendik                  | 1:23.06 | +4.92     |
| 44                | 48  | KAZ Igor Zakurdayev                | 1:23.13 | +4.99     |
| 45                | 56  | CHI Eugenio Claro                  | 1:23.31 | +5.17     |
| 46                | 46  | DEN Christoffer Faarup             | 1:23.34 | +5.20     |
| 47                | 38  | ARG Cristian Javier Simari Birkner | 1:23.36 | +5.22     |
| 48                | 41  | SRB Marko Vukićević                | 1:23.88 | +5.74     |
| 49                | 54  | ARG Jorge Birkner Ketelhohn        | 1:23.89 | +5.75     |
| 50                | 63  | BIH Igor Laikert                   | 1:24.20 | +6.06     |
| 51                | 62  | GRE Kostas Sykaras                 | 1:26.32 | +8.18     |
| 52                | 58  | UKR Dmytro Mytsak                  | 1:28.51 | +10.37    |
| 53                | 4   | RUS Alexander Glebov               | DNF     |           |
| 53                | 10  | SUI Didier Défago                  | DNF     |           |
| 53                | 12  | ITA Christof Innerhofer            | DNF     |           |
| 53                | 17  | AUT Matthias Mayer                 | DNF     |           |
| 53                | 31  | ESP Paul de la Cuesta              | DNF     |           |
| 53                | 45  | MDA Georg Lindner                  | DNF     |           |
| 53                | 47  | MON Arnaud Alessandria             | DNF     |           |
| 53                | 60  | LAT Roberts Rode                   | DNF     |           |
| 54                | 23  | CAN Erik Guay                      | DSQ     |           |
| 54                | 36  | ESP Ferran Terra                   | DSQ     |           |
| 54                | 59  | GRE Massimiliano Valcareggi        | DSQ     |           |

Legenda
| Recorde mundial      | Recorde mundial (World record)               |                       | Recorde africano                      | Recorde africano (African) |                                           | Q | Classificado por posição (Qualified) |
| Recorde olímpico     | Recorde olímpico (Olympic record)            | Recorde da América    | Recorde da América (Americas)         | q                          | Classificado por melhor tempo (Qualified) |   |                                      |
| Melhor marca do ano  | Melhor marca do ano (World leading)          | Recorde asiático      | Recorde asiático (Asian)              | DNS                        | Não largou (Did not start)                |   |                                      |
| Recorde nacional     | Recorde nacional (National record)           | Recorde europeu       | Recorde europeu (European)            | DNF                        | Não terminou (Did not finish)             |   |                                      |
| Recorde pessoal      | Recorde pessoal do atleta (Personal best)    | Recorde da Oceania    | Recorde da Oceania (Oceania)          | DSQ / DQ                   | Desclassificado (Disqualified)            |   |                                      |
| Recorde da temporada | Recorde da temporada do atleta (Season best) | Recorde sul-americano | Recorde sul-americano (South America) | NM                         | Sem marca (No mark)                       |   |                                      |